# Hylaeus ulanus
Hylaeus ulanus är en biart som beskrevs av Dathe 1986. Hylaeus ulanus ingår i släktet citronbin, och familjen korttungebin. Inga underarter finns listade i Catalogue of Life.